# Famille de La Moussaye
La famille de La Moussaye, originaire de Bretagne, est une famille subsistante de la noblesse française de noblesse d'ancienne extraction. Maintenue noble en 1669 sur  preuves de 1412, elle serait issue de la maison de Penthièvre.

## Histoire
La famille de La Moussaye est originaire de Bretagne et tient son nom d'un fief dit la Rivière-Moussaye sis à Sévignac, non loin duquel fut édifié le château de La Moussaye à Plénée-Jugon (Côtes-d'Armor).
Chérin indique dans un rapport de 1777 que cette famille est parmi celles de l'ancienne chevalerie de la noblesse de Bretagne dont le gouvernement noble remonte à 1280, qu'elle est connue depuis Gervais de la Moussaye, chevalier, seigneur de la Moussaye, dans la baronnie de Sévignac, évêché de Saint-Malo, qui vivait en 1253, année où il scella un acte de son sceau, et dont les biens furent partagés en 1280 entre ses enfants Bertrand, chevalier, et Olive.
Selon Dom Morice dans Histoire de Bretagne (1750) qui s'appuie sur un acte de vente en latin de 1270, un Guillaume de La Moussaye serait le fils aîné de Guillaume de Penthièvre et donc issu la maison de Penthièvre.
Henri Jougla de Morenas dans le Grand Armorial de France (1948) écrit que la filiation prouvée de cette famille ne commence qu'à Bertrand et Rolland de la Moussaye, proches parents, le premier décédé en 1412, le second vivant en 1418.
- Bertrand de la Moussaye fut l'auteur d'une branche éteinte en 1867 en ligne masculine[5].
- Rolland de La Moussaye fut l'auteur de la branche subsistante[5].

La seigneurie de la Moussaye passa dans la maison de Gouyon-Matignon par le mariage en 1506 de  Gillette de la Moussaye avec Guy Gouyon.
Charles Gouyon de La Moussaye (1548-1593), de famille catholique, tombe amoureux de Claude du Chastel (1554-1587) alors qu’elle n’a que 12 ans et qu'elle s'est convertie au protestantisme, ce qui rend difficile leur mariage, finalement autorisé, après un refus initial, par le roi Charles IX et qui est célébré le 20 mai 1571, dans la chapelle du château de Gaillon par l'évêque de Saint-Malo. Rentrés en Bretagne les deux époux firent publiquement profession de calvinisme ; le couple eut 11 enfants, Claude du Chastel décédant lors de la naissance du dernier.
L'église réformée de La Moussaye est fondée en 1619 par Amaury II Gouyon de La Moussaye (décédé en 1624), un des fils de Charles et Claude du Chastel. La communauté est forte d'une centaine de fidèles, localisés surtout à Plénée-Jugon et Sévignac ; parmi eux des membres de la famille Gouyon de La Moussaye et de celle des Gouyquet du Tertre, possessionnés en Trédaniel, Plémy et Plœuc.
Bien que la famille ne soit pas éteinte, à la suite d'une alliance en 1899 et surtout d'une adoption au cours du XXe siècle, le nom de La Moussaye a été repris par une branche cadette de la famille Herbert de La Portbarré (famille d'ancienne bourgeoisie de Saint-Malo),.

## Noblesse
Cette famille fut maintenue noble le 30 janvier et le 16 avril 1669 sur preuves de 1412,.
Elle fut admise aux Honneurs de la Cour en 1778 et 1783,, et a adhéré à l'ANF en 1938.

## Personnalités
Non rattaché à la filiation prouvée
- Bertrand de La Moussaye, sire de La Moussaye, chevalier, donna partage noble en 1280, fils de Gervais, sire de la Moussaye. Il fut parmi les seigneurs bretons qui siégèrent au parlement rassemblé à Nantes par le duc Jean II en janvier 1288. Il accompagna le duc Arthur dans l'expédition de Flandre, et fut tué en 1304, à la bataille de Mons-en-Pévèle[13].

Filiation prouvée
- Raoul de La Moussaye, évêque de Dol, mort le 16 mars 1456.
- François de La Moussaye, dit l'Indien, né le 7 avril 1669 en la seigneurie du Tertrepin et baptisé le 6 mai suivant en la paroisse de Plerguer, (Côtes-d'Armor). Volontaire de la marine royale, il est nommé colonel-commandant pour le roi à Saint-Domingue. En fin de carrière il revient en Bretagne et achète les seigneur du Pontchamp, de La Chesnaye-Traniot et de Beaulieu et l'Hôtel de la Moussaye à Rennes. Il épousa en 1714, Françoise-Émilie-Jacquemine de La Choüe , née le 14 novembre 1695 à La Mettrie , fille d'Yves de La Choüe , écuyer, seigneur de La Haute-Mettrie, en Trégon et de Françoise Bernard[14]. Le dernier fils né de cette union est retrouvé en Artois en 1766 : le 23 juillet 1766, Joseph Gilles François de la Moussaye, écuyer, chevalier de Saint-Louis, domicilié à Saint-Omer, né paroisse Saint-Germain dans l'évêché de Saint-Brieuc le 22 mars 1724, est reconnu noble. Son père est dit « messire François » et sa mère « dame Émélie Françoise Jacquemine Échowe »[15]. La petite-fille  de François, Marie-Josephine, fille de Joseph-Gilles, épousera en 1809 Fidèle Le Sergeant de Baënghem, député, maire, pair de France, président du conseil général. De ce mariage naîtra Henriette qui épousera Louis-Armand de Rocquigny du Fayel dont une descendante a épousé un Goüyon Matignon.
- François-Victor de La Moussaye dit "le comte de La Moussaye" (1715-1778), (fils du précédent), chevalier, seigneur du Pontchamp, de Beaulieu, La Chesnaye-Taniot, La Noëtain, La Villéon et de La Sourdière. Officier de la marine royale il quitta jeune le service et fixa sa résidence à Rennes. Il fut nommé commissaire de l'ordre de la noblesse pour les états de Bretagne. Il épousa le 3 mai 1740 Anne-Jeanne-Gabrielle Le Mintier, dame de La Sourdière (1718-1762), fille de Pierre-François Le Mintier, seigneur des Granges et de Radegonde-Thérèse de Boisgelin de La Sourdière[16].
- Victor-François-Gervais marquis de La Moussaye (1752-1819), chef de nom et d'armes de sa famille, en 1788 il fut l'un des députés que la noblesse de Bretagne envoya à Versailles à la cour du roi Louis XVI .Il émigra à l'armée des princes de 1791 à 1802. il fut titré marquis héréditaire par lettres patentes du 7 mars 1818 du roi Louis XVIII. Il épousa  le 18 février 1772 à Rennes, Sainte-louise des Cognets, (1718-1762), fille de François-Louis des Cognets, seigneur des Hayes et de La Ville-Islan en Maroué et d'Anne-Hélène-Jeanne des Cognets de Pléhérel[17].
- Louis-Toussaint, marquis de La Moussaye (1778-1850) (fils du précédent). Officier d'artillerie en émigration dans l'armée des Princes jusqu'en 1801, il rentra ensuite en France et fut successivement intégré en 1802dans l'armée du  Consulat puis du Premier Empire. Il fut officier d'état-major à la Grande Armée, intendant de la Haute-Autriche, préfet du Léman. Sous la Restauration il fut chargé d'affaires durant deux ans à la cour de Russie, envoyé extraordinaire et ministre plénipotentiaire près le roi d'Angleterre et de Hanovre en-1818, près du roi de Wurtemberg en 1819, près du roi de Bavière en 1821, puis en 1827 près du roi des Pays-Bas, Guillaume Ier. Il fut président du collège départemental des Côtes du Nord le 13 octobre 1820, et trois fois élu député par ce département en 1820, 1824 et 1827, et enfin pair de France le 11 septembre 1835. Il épousa le 30 août 1850 Alexandrine-Léopoldine de La Rochefoucauld-Cousages, (1801-1878), fille d'Alexandre-Armand-Louis, comte de La Rochefoucauld-Cousages, colonel de cavalerie et de Marie-Anne-Marguerite de Chéry[18].
- Georges-Maurice-Olivier Marie, marquis de La Moussaye, (1838-1909), général de brigade de cavalerie, officier de la Légion d'honneur. Marié le 24 août 1872, Marie-Sophie-Béatrix de Seran de La Tour, née en 1848, fille de Joseph-Marie Raoul, comte de Seran de La Tour et d'Armandine-Alexandrine Grandin de L'Eprevier, dont postérité[19].
- Eugène-Ernest-Marie de La Moussaye, (1823-1901), promotion Djemmah -1844-1846, de l'école spéciale militaire de Saint-Cyr, colonel de cavalerie, officier de la Légion d'honneur. Il épousa en 1864, Pauline-Augusta de Kératry, fille d'Auguste-Hilarion de Kératry, pair de France, et d'Ernestine-Marie-Constance de Bruc de Livonière[20].
- Alain Comte de La Moussaye (1914-1998), maire de Saint-Pierre-Canivet et conseiller général du canton de Falaise-Nord. Secrétaire général adjoint de l'association française du conseil des communes et régions d'Europe. Propriétaire du Château de la Tour.

## Armes et devise
Cette famille porte : D'or fretté d'azur de 6 pièces,.

Supports : 2 griffons, les têtes contournées

Devise : Hounour, Hounour à Moussaye,

## Titres
- Joseph Marie Benoit de La Moussaye (1786-1829) fut titré comte à titre personnel par lettres patentes du 6 octobre 1827[3],[1].
- Victor François Gervais de La Moussaye (1752-1819) fut titré marquis héréditaire par lettres patentes du 7 mars 1818[3]. Titulaire actuel du titre : Amaury de La Moussaye (né en 1964).
- Amaury François Guillaume de La Moussaye (1788-1850) fut titré marquis héréditaire par lettres patentes du 30 juillet 1819. Titre éteint en 1867 avec son fils Amaury marquis de La Moussaye (1814-1867), qui de Mlle Julliot du Plessis ne laissa qu'une fille[3],[1]

## Alliances
Les principales alliances de la famille de La Moussaye sont, selon les branches :

### Branche aînée
de Bray (1476), de Plumaugat, de Goyon, Le Grand (1488), de Launay, de Saint-Quetas (1660), de Lasse (1696), de Talhouët (1731), du Bouilly de la Morandais (1755), Le Saige de La Villebrune, Jourdille de Sombrezais (1785), de Penfentenio de Cheffontaines (1813), Julliot du Plessis, etc.

### Branche cadette
de Saint-Méloir, des Desors, des Rondiers, Bertho, Piedevache (1654), de La Choue de La Mettrie (1714), de Talhouët (1731), des Cognets (1772) Gaillard de Blairville (1784- archives 62, St Omer 5 MIR 765/23 - vue 1039 - dont descendance Rocquigny du Fayel et Goüyon Matignon) de Colnet (1827), du Tertre (1855), de Keratry (1864), Le Mintier (1740), de La Rochefoucauld de Cousage (1821), de Viry (1847), de Serran (1872), de Lesquen, de La Villemeneust, de Lorgeril (1820), Thierry (1826), de Palys (1855), Mac Grath (1828), Huet de La Tour du Breuil (1873), Aubert, Frotier de Bagneux (1898), Herbert de La Portbarré (1899), de Monteynard (1906), Le Gras du Luart (1927), de Thoisy, Bonnin de La Bonninière de Beaumont (1930), de Broglie, de Broglie (1931), Terestchenko, Cordier (1954), Zaki (1960), Verdet (1981) Manivet, Dault, de Fraguier, etc.

## Pour approfondir